# Usvjatskij rajon
L'Usvjatskij rajon (in russo Усвятский район?) è un rajon dell'Oblast' di Pskov, nella Russia europea. Istituito nel 1927, il cui capoluogo è Usvjaty.